# Havlíčkova Borová
Havlíčkova Borová (en allemand : Borau) est un bourg (městys) du district de Havlíčkův Brod, dans la région de Vysočina, en Tchéquie. Sa population s'élevait à 972 habitants en 2020.

## Géographie
Havlíčkova Borová se trouve à 8 km au sud-sud-ouest de Ždírec nad Doubravou, à 15 km à l'est-nord-est de Havlíčkův Brod, à 30 km au nord-est de Jihlava et à 109 km au sud-est de Prague.
La commune est limitée par Oudoleň, Slavětín et Krucemburk au nord, par Radostín à l'est, par Vepřová, Modlíkov et Žižkovo Pole au sud, et par Česká Bělá et Jitkov à l'ouest.

## Histoire
La première mention écrite de la localité date de 1289. La commune a le statut de městys depuis le 10 octobre 2006.

## Administration
La commune se compose de trois quartiers :
- Havlíčkova Borová
- Peršíkov
- Železné Horky